# Bridges Pécs2010 Világkonferencia
A Bridges Pécs2010 Világkonferencia az amerikai Bridges Organisation és a magyar Ars GEometrica közös szervezésben 2010. július 24-28. között Pécsett, Európa kulturális fővárosában Matematikai összefüggések a művészetben, a zenében, a tudományban és a kultúrában címmel megrendezett konferencia.

## Előzmények
A Bridges Organisation székhelye Kansasban (USA) található. 1998 óta rendezi meg éves konferenciáit világszerte. Célja, hogy hidakat építsen tudomány és művészet, azaz a matematika, a zene, a tánc, a képzőművészet, az építészet és az oktatás között. 2009-ben Albertában (Kanada), 2011-ben Coimbrában (Portugália) tartotta konferenciáját. A Pécsi Kulturális Központ évszázados előzményekre építő Ars GEometrica projektje hasonló célokat tűzött maga elé. Évek óta tart olyan rendezvényeket, ahol gyermekek, szülők, művészek, tudósok és tanárok találkozhatnak egymással, és ismerhetik meg játékos formában egymás munkáit. A magyarországi konferencia megszervezésének ötlete és megszervezése Erdély Dániel, a spidron megalkotója és Fenyvesi Kristóf nevéhez fűződik.

## Programok
A programokra 300 külföldi és magyar regisztrált, de a családi napnak, a koncerteknek és a kiállításoknak napi jeggyel további közönsége is volt. A napi program délelőtti plenáris ülésekből, délutáni, részben párhuzamos negyedórás előadásokból (workshop), kiemelt napi eseményekből és kísérő eseményekből állt. A nyitó előadást Lovász László Wolf-díjas matematikus tartotta. A kiselőadásokat Bridges-tagok és meghívottak tartották, például a tangó matematikája, a virágok szimmetriája vagy különféle saját fejlesztésű matematikai játékok témakörében. A Magyarországon is ismert személyek közül előadott itt John A. Hiigli, Saxon-Szász János és Erdély Dániel.

## Kiemelt és kísérő programok
Kiemelt esemény volt a Bolyai János, Victor Vasarely és Breuer Marcell munkásságát bemutató előadás, továbbá Rubik Ernő előadása A rendszerszemléletű megközelítés és a design címmel.
A kísérő programok között több magyar és nemzetközi kiállítás is megrendezésre került. Ilyen volt a Bridges Pécs2010 nagykiállítás, amelyen több mint 70 alkotó vett részt a világ minden tájáról. A kiállításon hagyományos és digitális festmények, objektek és játékok voltak láthatók. Elvira Wersche a Pécsi Székesegyház Altemplomában rendezett performanszt VilágPor címmel. A világ számos pontjáról begyűjtött, eltérő színű virágporokból óriási mandalát készített, majd ezt zene és tánc közben megsemmisítette. Az ókeresztény síroknál, a Cella Septichorában Slavik Jablan rendezte meg a Hogy tetszik a paleolitikus op-art? című kiállítást, melyen fiatal, modern festők műveit lehetett látni. A Civil Közösségek Házában a Nemzetközi Mobil MADI Múzeum, továbbá Krystyna Burczyk és Somos Endre rendezett kiállítást. Előbbi Saxon-Szász János poliuniverzumát, utóbbi az origamit mutatta be.
A zenei rendezvények sorában Dr. Schaffer és Mr. Stern Táncegyüttese A négyszögek titkos élete című darabot mutatta be. Koncertet adott a magyar Inner Solis együttes, majd a fesztivál zárásaként Kapitány András, az Ávéd-Fenyvesi Quartet, az ANK Csengettyű kórusa, Poórné Gál Katalin, Dmitri Tymoczko princetoni professzor, valamint az ifj. Kurtág György vezette Sc.Art Együttes.